# Herbert Southworth
Herbert Rutledge Southworth (Canton, Oklahoma, 6 de febrer de 1908 - 30 d'octubre de 1999) va ser un escriptor, periodista i historiador estatunidenc especialitzat en la Guerra Civil espanyola i la posterior dictadura de Franco. La publicació del seu llibre contra el franquisme "El mite de la croada de Franco" va provocar que el Ministeri d'Informació i Turisme, sent ministre Manuel Fraga Iribarne, creés el Gabinet d'Estudis sobre Historia —Secció d'Estudis sobre la Guerra d'Espanya— sota la direcció de Ricardo de la Cierva amb la funció declarada d'establir un servei de contrainformació que detingués la nova perspectiva de la història sobre la guerra civil espanyola.

## Dades biogràfiques
Va néixer a Canton, Oklahoma, Estats Units. Va cursar estudis d'Història en la Universitat d'Arizona, al Texas Technological College i a la Universitat de Colúmbia. Durant la Segona Guerra Mundial va ser un dels primers a ser reclutat pel govern dels Estats Units per preparar la propaganda de guerra contra les Potències de l'Eix.
En 1946 va establir una emissora privada de ràdio comercial en Tànger. Després de la independència del Marroc, Southworth es va traslladar a viure a França. Allí va escriure diversos llibres en els quals deslegitimava la visió que el franquisme tenia de la seva pròpia història. Southworth va ser amic i deixeble de Pierre Vilar, i un dels mestres de Paul Preston. Després d'una llarga malaltia, però sense deixar mai la investigació, va morir en 1999.

## Obres
- 1963 - El mito de la cruzada de Franco, Editorial Ruedo Ibérico.

- 2008 - El mito de la cruzada de Franco, Barcelona, Debolsillo, 978-84-8346-574-5, 69 pp.

- 1967 - Antifalange, estudio crítico de "Falange en la guerra de España, la unificación y Hedilla" de Maximiano García Venero Ruedo ibérico.
- 1977 - Guernica, Guernica, University of California Press, Berkeley, Los Angeles, Londres, ISBN 0-520-02830-9

- 1977 - La destrucción de Guernica

- 2000 - El lavado de cerebro de Francisco Franco: conspiración y guerra civil, Crítica. 355 pp.

- 2002 - Conspiracy and the Spanish Civil War: the brainwashing of Francisco Franco